# Rodrigo Eduardo Costa Marinho
Rodrigo Eduardo Costa Marinho, mais conhecido como Rodriguinho (Natal, 27 de março de 1988), é um ex-futebolista brasileiro que atuava como meio-campista.

## Carreira

### Início
Revelado pelas categorias de base do ABC, Rodriguinho foi um dos destaques do Alvinegro na conquista dos Campeonatos Potiguares de 2007 e de 2008, quando foi autor de um dos gols do primeiro jogo da final do campeonato. Rodriguinho no total, marcou cinco gols.
Todo destaque lhe rendeu a atenção alguns clubes, e em 2010 foi contratado pelo Bragantino onde também foi destaque da equipe com boas atuações e deixando os seus gols.

### América Mineiro
Em 2011, foi contratado pelo América Mineiro onde virou destaque do time nas temporadas em que disputou pelo time. Contra o Sport, Rodriguinho foi autor de um hat-trick na goleada por 5 a 0, além de participar das jogadas dos outros gols.
No dia 17 de agosto de 2013, diante do América de Natal, Rodriguinho chegou a marca de 100 jogos pelo clube mineiro, jogando de volante. O jogo terminou empatado em 1–1, inclusive nesse jogo havia muitos pedidos da torcida para a permanência do jogador no Coelho
Rodriguinho quase foi vendido ao El Jaish, do Qatar, com uma proposta milionária de 4,5 milhões de euros (cerca de R$ 13,5), mas devido problemas com o seu visto de trabalho, a negociação não foi concretizada, com isso o seu novo destino foi o Corinthians. Rodriguinho também havia recebido sondagens de grandes clubes como Santos, Grêmio, Internacional, Flamengo e Atlético Mineiro.

### Corinthians
Em 3 de outubro de 2013, Rodriguinho foi anunciado como novo reforço do Corinthians para o restante da temporada de 2013. Estreou pelo Corinthians no empate por 0 a 0 contra o Atlético Mineiro, jogando na casa do seu ex-time, o América Mineiro, o Independência.

### Empréstimos

#### Grêmio
Sem ter muitas oportunidades com o técnico Mano Menezes, Rodriguinho chegou a quase ser envolvido numa troca com o atacante Rafael Sóbis. Mas a negociação não se concluiu e o Grêmio anunciou a contratação do meia no dia 14 de abril de 2014, por empréstimo até o fim do ano. Marcou seu primeiro gol numa vitória sobre o Fluminense por 1 a 0 na Arena do Grêmio. Três dias depois, Rodriguinho marcou novamente na vitória de virada por 2 a 1 diante do Botafogo. No dia 01 de outubro de 2014, após menos de 6 meses, rescinde empréstimo que tinha com o Grêmio, retornando para o Corinthians, para ser emprestado ao Sharjah.

#### Sharjah
No dia 2 de outubro de 2014, acertou com o Sharjah, até junho de 2015. No Sharjah, Rodriguinho passou por um ótimo momento, levando o seu clube ao Vice-Campeonato da Arabian Gulf Cup.

### Retorno ao Corinthians
Rodriguinho retornou para o Corinthians, objetivando disputar o Campeonato Brasileiro 2015. Campeão Brasileiro no mesmo ano do seu retorno, Rodriguinho foi reserva, entrando em alguns jogos e também fazendo gols decisivos, atuando inclusive em uma nova posição, segundo volante. Em 2016 depois de um desmanche no elenco campeão do Corinthians, Rodriguinho assumiu a titularidade, no início muito questionado pela torcida, porém crescendo durante a temporada foi o protagonista do time, com gols, assistências e discursos de motivação no vestiário. Em 18 de janeiro de 2017, em seu primeiro jogo no ano, levou o clube a final do torneio da Florida Cup de 2017, após a goleada de 4-1 sobre o Vasco da Gama na semi-final.

### Cruzeiro
Em janeiro de 2019, após a saída de De Arrascaeta, o Cruzeiro contratou Rodriguinho por 4 milhões de dólares (cerca de 15 milhões de reais). Estreou em 3 de fevereiro de 2019, na vitória sobre o Villa Nova, por 3–0, em partida válida pelo Campeonato Mineiro, no Castor Cifuentes. Marcou seu primeiro gol em sua estreia no Mineirão, na vitória sobre o Tupynambás por 3–0, em partida válida pelo Campeonato Mineiro.
Em meados de fevereiro de 2020, foi confirmada a rescisão do jogador com o Cruzeiro. A Raposa permanece com 20% dos direitos econômicos do meia, que está livre no mercado. Pelo Cruzeiro, Rodriguinho disputou apenas 22 jogos, já que passou um bom tempo afastado por lesão, e balançou as redes oito vezes.

### Bahia
Em 17 de fevereiro de 2020, Rodriguinho foi anunciado pelo Bahia, com um contrato válido até dezembro de 2021. Em 7 de março de 2020, fez sua estreia pela equipe, na vitória por 1x0 sobre o Confiança, pela Copa do Nordeste. Em 22 de julho, marcou seu primeiro gol pelo clube, na vitória por 4 a 1 sobre o Naútico, pela Copa do Nordeste.

### Cuiabá
Em 30 de dezembro de 2021, foi anunciado pelo Cuiabá, com um contrato válido até dezembro de 2022. É o artilheiro da equipe com 13 gols marcados na temporada.

## Seleção Brasileira
Foi convocado pela primeira vez para a Seleção Brasileira pelo técnico Tite, com quem havia trabalhado no Corinthians, para o amistoso contra a Colômbia. Como o amistoso foi agendado fora da Data FIFA, apenas atletas que atuam no futebol brasileiro foram convocados.

## Estatísticas

### Clubes
Abaixo estão listados todos os jogos, gols e assistências do futebolista por clubes.
| Clube             | Temporada         | Campeonato nacional | Campeonato nacional | Campeonato nacional | Copa nacional[a] | Copa nacional[a] | Copa nacional[a] | Competições continentais[b] | Competições continentais[b] | Competições continentais[b] | Outros torneios[c] | Outros torneios[c] | Outros torneios[c] | Total | Total | Total   |
| Clube             | Temporada         | Jogos               | Gols                | Assist.             | Jogos            | Gols             | Assist.          | Jogos                       | Gols                        | Assist.                     | Jogos              | Gols               | Assist.            | Jogos | Gols  | Assist. |
| ----------------- | ----------------- | ------------------- | ------------------- | ------------------- | ---------------- | ---------------- | ---------------- | --------------------------- | --------------------------- | --------------------------- | ------------------ | ------------------ | ------------------ | ----- | ----- | ------- |
| ABC               | 2007              | 4                   | 0                   | 0                   | —                | —                | —                | —                           | —                           | —                           | —                  | —                  | —                  | 4     | 0     | 0       |
| ABC               | 2008              | 13                  | 0                   | 0                   | 2                | 0                | 0                | —                           | —                           | —                           | —                  | —                  | —                  | 15    | 0     | 0       |
| ABC               | 2009              | 6                   | 0                   | 0                   | 2                | 0                | 0                | —                           | —                           | —                           | —                  | —                  | —                  | 8     | 0     | 0       |
| ABC               | Total             | 23                  | 0                   | 0                   | 4                | 0                | 0                | —                           | —                           | —                           | —                  | —                  | —                  | 27    | 0     | 0       |
| Bragantino        | 2010              | 29                  | 8                   | 0                   | —                | —                | —                | —                           | —                           | —                           | 18                 | 2                  | 0                  | 47    | 10    | 0       |
| Bragantino        | 2011              | —                   | —                   | —                   | —                | —                | —                | —                           | —                           | —                           | 18                 | 1                  | 0                  | 18    | 1     | 0       |
| Bragantino        | Total             | 29                  | 8                   | 0                   | —                | —                | —                | —                           | —                           | —                           | 36                 | 3                  | 0                  | 65    | 11    | 0       |
| América Mineiro   | 2011              | 36                  | 6                   | 3                   | —                | —                | —                | —                           | —                           | —                           | —                  | —                  | —                  | 36    | 6     | 3       |
| América Mineiro   | 2012              | 22                  | 4                   | 0                   | 4                | 0                | 0                | —                           | —                           | —                           | 13                 | 2                  | 0                  | 39    | 6     | 0       |
| América Mineiro   | 2013              | 17                  | 8                   | 3                   | 6                | 1                | 0                | —                           | —                           | —                           | 6                  | 1                  | 0                  | 29    | 10    | 3       |
| América Mineiro   | Total             | 75                  | 18                  | 6                   | 10               | 1                | 0                | —                           | —                           | —                           | 19                 | 3                  | 0                  | 104   | 22    | 6       |
| Corinthians       | 2013              | 8                   | 0                   | 0                   | —                | —                | —                | —                           | —                           | —                           | —                  | —                  | —                  | 8     | 0     | 0       |
| Corinthians       | 2014              | —                   | —                   | —                   | —                | —                | —                | —                           | —                           | —                           | 7                  | 0                  | 0                  | 7     | 0     | 0       |
| Corinthians       | 2015              | 12                  | 2                   | 0                   | —                | —                | —                | —                           | —                           | —                           | 1                  | 1                  | 0                  | 13    | 3     | 0       |
| Corinthians       | 2016              | 29                  | 4                   | 3                   | 4                | 3                | 0                | 6                           | 0                           | 1                           | 13                 | 3                  | 0                  | 52    | 10    | 4       |
| Corinthians       | 2017              | 32                  | 3                   | 6                   | 5                | 2                | 0                | 5                           | 2                           | 0                           | 15                 | 4                  | 2                  | 57    | 11    | 8       |
| Corinthians       | 2018              | 11                  | 5                   | 2                   | 2                | 0                | 1                | 5                           | 0                           | 0                           | 20                 | 4                  | 4                  | 38    | 11    | 7       |
| Corinthians       | Total             | 92                  | 14                  | 12                  | 11               | 5                | 1                | 16                          | 2                           | 2                           | 56                 | 14                 | 6                  | 175   | 35    | 19      |
| Grêmio            | 2014              | 11                  | 2                   | 0                   | —                | —                | —                | 1                           | 0                           | 1                           | —                  | —                  | —                  | 12    | 2     | 1       |
| Grêmio            | Total             | 11                  | 2                   | 0                   | —                | —                | —                | 1                           | 0                           | 1                           | —                  | —                  | —                  | 12    | 2     | 1       |
| Sharjah           | 2014              | 20                  | 5                   | 6                   | 9                | 4                | 0                | —                           | —                           | —                           | —                  | —                  | —                  | 29    | 9     | 6       |
| Sharjah           | Total             | 20                  | 5                   | 6                   | 9                | 4                | 0                | —                           | —                           | —                           | —                  | —                  | —                  | 29    | 9     | 6       |
| Pyramids          | 2019              | 11                  | 0                   | 0                   | 1                | 0                | 1                | —                           | —                           | —                           | —                  | —                  | —                  | 12    | 0     | 1       |
| Pyramids          | Total             | 11                  | 0                   | 0                   | 1                | 0                | 1                | —                           | —                           | —                           | —                  | —                  | —                  | 12    | 0     | 1       |
| Cruzeiro          | 2019              | 5                   | 1                   | 0                   | 1                | 0                | 0                | 5                           | 3                           | 0                           | 9                  | 4                  | 2                  | 20    | 8     | 2       |
| Cruzeiro          | 2020              | —                   | —                   | —                   | —                | —                | —                | —                           | —                           | —                           | 2                  | 0                  | 0                  | 2     | 0     | 0       |
| Cruzeiro          | Total             | 5                   | 1                   | 0                   | 1                | 0                | 0                | 5                           | 3                           | 0                           | 11                 | 4                  | 2                  | 22    | 8     | 2       |
| Bahia             | 2020              | 24                  | 7                   | 1                   | —                | —                | —                | 5                           | 0                           | 0                           | 8                  | 2                  | 0                  | 37    | 9     | 1       |
| Bahia             | 2021              | 34                  | 4                   | 1                   | 6                | 2                | 2                | 5                           | 1                           | 0                           | 11                 | 3                  | 5                  | 56    | 10    | 8       |
| Bahia             | Total             | 58                  | 11                  | 2                   | 6                | 2                | 2                | 10                          | 1                           | 0                           | 19                 | 5                  | 5                  | 93    | 19    | 9       |
| Cuiabá            | 2022              | 27                  | 3                   | 2                   | 4                | 2                | 0                | 3                           | 0                           | 0                           | 11                 | 8                  | 0                  | 45    | 13    | 2       |
| Cuiabá            | Total             | 27                  | 3                   | 2                   | 4                | 2                | 0                | 3                           | 0                           | 0                           | 11                 | 8                  | 0                  | 45    | 13    | 2       |
| Total na carreira | Total na carreira | 351                 | 62                  | 28                  | 46               | 14               | 4                | 34                          | 6                           | 3                           | 152                | 37                 | 13                 | 584   | 119   | 46      |

- a. ^ Jogos da Copa do Brasil, Etisalat Emirates Cup e President's Cup,
- b. ^ Jogos da Copa Libertadores e Copa Sul-Americana
- c. ^ Jogos do Campeonato Paulista, Campeonato Mineiro, Campeonato Baiano, Copa do Nordeste e Campeonato Matogrossense

### Seleção Brasileira
Abaixo estão listados todos os jogos, gols e assistências do futebolista pela Seleção Brasileira.
Seleção Principal
| Ano               | Amistosos | Amistosos | Amistosos |
| Ano               | Jogos     | Gols      | Assist.   |
| ----------------- | --------- | --------- | --------- |
| 2017              | 2         | 0         | 0         |
| Total na carreira | 2         | 0         | 0         |

## Títulos

### Clubes
ABC
- Campeonato Potiguar: 2007, 2008

Corinthians
- Campeonato Brasileiro: 2015 e 2017
- Campeonato Paulista: 2017 e 2018

Cruzeiro
- Campeonato Mineiro: 2019

Bahia
- Campeonato Baiano: 2020
- Copa do Nordeste: 2021

Cuiabá
- Campeonato Mato-Grossense: 2022, 2023

### Prêmios individuais
| Ano  | Premiação                      | Prêmio      | Time        | Resultado | Ref.   |
| ---- | ------------------------------ | ----------- | ----------- | --------- | ------ |
| 2017 | Seleção do Campeonato Paulista | Melhor meia | Corinthians | Venceu    | [ 31 ] |
| 2017 | Bola de Prata                  | Melhor meia | Corinthians | 4º lugar  | [ 32 ] |
| 2018 | Seleção do Campeonato Paulista | Melhor meia | Corinthians | Venceu    | [ 33 ] |
| 2019 | Seleção do Campeonato Mineiro  | Melhor meia | Cruzeiro    | Venceu    | [ 34 ] |

## Artilharia
Corinthians
- Florida Cup: 2 gols (2018)